# Фалтония Бетиция Проба
Фалтония Бетиция Проба (на латински: Faltonia Betitia Proba; 306/ 315 – 353/ 366) е християнска поетеса, писала на латински.

## Биография
Произлиза от знатната фамилия Петронии. Дъщеря е на Петроний Пробиан (консул 322 г.) и вероятно на Деметрия. Сестра е на Петроний Пробин (консул 341 г.).
Фалтония се омъжва за Клодий Целсин Аделфий (praefectus urbi 351 г.). През 361 г. тя става майка на Квинт Клодий Херногениан Олибрий (консул 379 г.). Майка е и на Фалтоний Проб Алипий (praefectus urbi през 391 г.).
Тя става християнка през 362 г. и пише поемата Cento Vergilianus de laudibus Christi, De laudibus Christi за живота на Исус Христос.